# Списак почасти које је примила Маја Анџелоу
Списак почасти које је примила Маја Анџелоу чини списак почасти и награда афроамеричке списатељице и песникиње Маја Анџелоу (1928–2014) која је награђивана од стране универзитета, књижевних организација, владиних агенција и посебних интересних група. Њене почасти укључују номинацију за Пулицерову награду за њену књигу поезије Just Give Me a Cool Drink of Water 'fore I Diii, номинацију за награду Тони за улогу у представи Look Away из 1973. и три Гремија од пет номинација за њене албуме изговорених речи.   Почевши од 1982. године, Анџелоу је била први доживотни Рејнолдсов професор америчких студија на Универзитету Wake Forest у Винстон-Сејлему, Северна Каролина.

Радила је у два председничка одбора – за Џералда Форда 1975. и за Џимија Картера 1977. године. Године 2000. одликована је Националном медаљом уметности од стране председника Била Клинтона. Председник Барак Обама јој је 2010. године доделио Председничку медаљу слободе, највишу цивилну награду у САД. Више од тридесет здравствених и медицинских установа добило је име по Маји Анџелоу. Додељено јој је више од 50 почасних диплома. 

## Почасти и награде
| Година   | Почасти                                                                               | Напомене | Реф.          |
| -------- | ------------------------------------------------------------------------------------- | --- | ------------- |
| 1970.    | Chubb Fellowship                                                                      | Додељује Универзитет Јејл, пружа примаоцу прилику да оствари јавно обраћање заједницама Јејла и Њу Хејвена, као и оброк, пријем или семинар са групама студената и факултета. | [ 4 ]         |
| 1971.    | Coretta Scott King Award                                                              | Додељује се афроамеричким ауторима и илустраторима књига за децу и младе. | [ 5 ]         |
| 1972.    | Пулицерова награда, номинација                                                        | За прву књигу поезије Маје Анџелоу Just Give Me a Cool Drink of Water 'fore I Diiie |               |
| 1973.    | Награде Тони, номинација                                                              | За улогу у представи Look Away на Бродвејском театару. | [ 6 ]         |
| 1975–76. | Члан Савета за двестогодишњицу америчке револуције                                    | Именована од стране председника Џералда Форда; Савет је развио и планирао активности и догађаје којима се прославља 200. годишњица Америчке револуције. | [ 6 ]         |
| 1975.    | Резидент Рокфелер Фондација Bellagio Center                                           | Конкурентни резиденцијални програм на имању фондације у Белађо, Италија, где научници и уметници из целог света раде на пројектима по сопственом избору у периоду од четири недеље. | [ 7 ]         |
| 1976.    | Награда Жена године у комуникацији женског часописа Ladies' Home Journal              | Годишња награда коју додељује часопис. | [ 6 ]         |
| 1977.    | Члан Председничке комисије за Међународну година жена                                 | Именована од стране председника Џимија Картера, комисија је основана да да препоруке за укидање препрека за равноправност жена у САД. | [ 8 ]         |
| 1981.    | Реинолдов професор америчких студија, Wake Forest University                          | Доживотно именовање. | [ 9 ]         |
| 1983.    | Награда часописа Ladies' Home Journal "Топ 100 најутицајнијих жена"                   | Годишња награда коју додељује часопис. | [ 6 ]         |
| 1983.    | Matrix Award                                                                          | Додељује Њујоршко удружење за жене у комуникацијама женама које се истичу у области комуникације | [ 10 ]        |
| 1984.    | Члан Уметничког савета Северне Каролине                                               | Комитет који даје препоруке државним саветницима за уметност, посебно њене политике у погледу уметности. | [ 9 ]         |
| 1986.    | Уважени предавач 40. годишњице Фулбрајтовог програма                                  | Признање америчког Стејт департмента за Афроамериканце који су допринели „повећању међусобног разумевања између народа Сједињених Држава и народа других земаља...“ | [ 11 ]        |
| 1987.    | Награда Северне Каролине за књижевност                                                | Највиша част коју је доделила Северна Каролина; одаје признање становницима за доприносе у стипендијама, истраживању, ликовној уметности и јавном вођству. | [ 12 ]        |
| 1990.    | Златна плоча Академије за достигнућа                                                  | Додељује се за достигнућа у науци, бизнису, индустрији, уметности, књижевности, спорту, забави и јавној служби. | [ 13 ]        |
| 1990.    | Candace Award, Национална коалиција 100 црних жена                                    | Даје се афроамеричким женама за вођство и постигнуће. | [ 14 ]        |
| 1991.    | Медаља Лангстона Хјуза                                                                | Додељује се афроамеричким писцима који истражују своје културно наслеђе. | [ 15 ]        |
| 1992.    | Horatio Alger Award                                                                   | Годишња награда онима "који су превазишли невоље и дали значајан допринос у својим областима". | [ 16 ]        |
| 1992.    | Награда Истакнута жена Северне Каролине                                               | Додељује Савет за жене Северне Каролине женама које дају велики допринос у уметности, бизнису, образовању, влади, рекреацији или волонтеризму. | [ 17 ]        |
| 1992.    | Crystal Award                                                                         | Одаје почаст женама које су помогле да се прошири улога жена у забави. | [ 18 ]        |
| 1992.    | St. Louis Walk of Fame                                                                | Одаје почаст појединцима из области Сент Луис, Мисури, који су дали велики национални допринос нашем културном наслеђу. | [ 19 ]        |
| 1993.    | Инаугурална песникиња                                                                 | Име је добила након читања њене песме "On the Pulse of Morning" на инаугурацији председника Била Клинтона. | [ 20 ]        |
| 1993.    | Arkansas Black Hall of Fame                                                           | Део прве групе оних који су рођени у Арканзасу почаствовани су као узори младима. | [ 21 ]        |
| 1993.    | Награде Греми, "Best Spoken Word Album"                                               | Први Греми, за инаугуралну песму "On the Pulse of Morning". |               |
| 1994.    | Rollins College, Стаза Славних                                                        | Камен на шеталишту кампуса Rollins College који је састављен од стена и цигли из домова 600 историјских личности. | [ 22 ]        |
| 1994.    | Spingarn Medal                                                                        | Додељена од Националне асоцијације за унапређење обојених људи (NAACP) за изванредно достигнуће Афроамериканца. | [ 23 ]        |
| 1995.    | Награда америчких учитеља Frank G. Wells                                              | Препознаје оне личности и ван наставничке професије који су у настави. | [ 24 ]        |
| 1995.    | Награде Греми, "Best Spoken Word or Non-Musical Album"                                | За Анџелоуино извођење своје песме Phenomenal Woman. | [ 25 ]        |
| 1996.    | Амерички амбасадор                                                                    | Додељено од УНИЦЕФ-а да помогну у њиховим напорима за прикупљање средстава. | [ 26 ]        |
| 1997.    | Homecoming Award                                                                      | Додељује се сваке две године од стране Оклахома центра за песнике и писце ауторима са југа и југозапада САД. | [ 27 ]        |
| 1998.    | NAACP Image Award                                                                     | Изузетно књижевно дело, документарна литература “Even the Stars Look Lonesome”. | [ 28 ]        |
| 1998.    | Alston-Jones International Civil & Human Rights Award                                 | Додељује Међународни центар и музеј за грађанска права у Гринсбороу, Северна Каролина, одајући почаст појединцима који су дали допринос Покрету за грађанска права. | [ 17 ]        |
| 1998.    | National Women's Hall of Fame                                                         | Индуковани за допринос друштву и за слободу и напредак жена. | [ 30 ]        |
| 1999.    | Christopher Award                                                                     | Годишња медијска награда Christophers, додијељена Анџелоу за њен редитељски деби (Down in the Delta). | [ 31 ]        |
| 1999.    | Shelia Award                                                                          | Додељује Афроамерички музеј Тубман сваке године за „достигнућа изванредним црним женама“. | [ 32 ]        |
| 2000.    | National Medal of Arts                                                                | Додељује председник Бил Клинтон; Одабрала га је Национална задужбина САД-а за уметност и доделио председник Сједињених Држава Американцима који су допринели уметности и култури. | [ 33 ]        |
| 2002.    | Lifetime Achievement Award                                                            | Додељује се у оквиру Ethnic Multicultural Media Awards (EMMAs), уручене на годишњем Hay Festival of Literature & Arts у Велсу. | [ 34 ]        |
| 2002.    | Награде Греми, "Best Spoken Word Album"                                               | За аудио књигу A Song Flung Up to Heaven, Анџелоуина шеста аутобиографија. | [ 35 ]        |
| 2003.    | Museum of Tolerance "Finding Our Families, Finding Ourselves", мултимедијална изложба | Представљена са Билијем Кристалом, Џоем Тореом и Карлосом Сантаном. | [ 36 ]        |
| 2004.    | Charles Evans Hughes Award                                                            | Презентовано од стране Националне конференције за заједницу и правду за грађански и хуманитарни допринос. | [ 37 ]        |
| 2005.    | NAACP Image Awards                                                                    | Изузетно књижевно дело, документарна литература Hallelujah! The Welcome Table. | [ 38 ]        |
| 2005.    | Heart's Day Honoree                                                                   | Презентована током годишње прославе и конференције енглеског одељења Howard University. | [ 39 ]        |
| 2006.    | Награда Мајка Тереза                                                                  | Представио Институт Свете Бернадете у Албукеркију, Нови Мексико, након што га је шира јавност номиновала. | [ 40 ]        |
| 2007.    | Награда за наслеђе Martha Parker                                                      | Даје плесни студио Cleo Parker Robinson Dance у Денверу; учесницима свечаности служена су јела из Анџелоуине књиге Hallelujah! The Welcome Table | [ 41 ]        |
| 2008.    | Voice of Peace award                                                                  | Први добитник награде коју је уручио Hope for Peace and Justice Center у Даласу; такође у част Анџелуовог 80. рођендана. | [ 42 ]        |
| 2008.    | Gracie Award                                                                          | Одаје почаст достигнућима у медијима; за Анџелоуину радио емисију на XM Satellite Radio. | [ 43 ]        |
| 2008.    | Marian Anderson Award                                                                 | Одаје признање „уметницима чије вођство користи човечанству“. | [ 44 ] [ 45 ] |
| 2008.    | Линколнова медаља                                                                     | Додељује Ford's Theatre онима који представљају пример наслеђа и карактера које је отелотворио председник Абрахам Линколн. | [ 46 ]        |
| 2009.    | Књижевна награда                                                                      | Додељено од стране Black Caucus-а Америчког библиотечког удружења, признајући изврсност у фикцији за одрасле и публицистици коју су написали Афроамериканци. | [ 47 ]        |
| 2009.    | NAACP Image Awards                                                                    | Изузетно књижевно дело, документарна литература Letter to My Daughter. | [ 38 ]        |
| 2010.    | Председничка медаља слободе                                                           | Највиша америчка цивилна почаст; доделио председник Барак Обама | [ 48 ]        |
| 2012.    | Black Cultural Society Award                                                          | Додељује Elon University у Северној Каролини, за хуманитарне доприносе за промоцију светских култура. | [ 49 ]        |
| 2013.    | Књижевна награда                                                                      | Додељује National Book Foundation. | [ 50 ]        |
| 2013.    | Norman Mailer Prize (животно достигнуће)                                              | Додељују The Norman Mailer Center и The Norman Mailer Writers Colony у част писаца и њихових дела. | [ 51 ]        |
| 2014.    | Награда за животно дело Conference of Minority Transportation Officials               | Додељено да се прослави допринос жена лидера које раде у транспорту и да се ода признање Ангелоу као прва црна жена кондуктерка у трамвају у Сан Франциску. | [ 52 ]        |
| 2015.    | Марка коју је издала поштанска служба САД                                             | На марки се налази цитат „Птица не пева зато што има одговор, пева зато што има песму“, који је Маја Анџелоу често цитирала током интервјуа, али га је написала Joan Walsh Anglund 1967. Председник Обама је погрешно приписао реченицу Анџелоу током уручења Националне медаље за уметност и Националне медаље за хуманистичке науке 2013. | [ 53 ]        |
| 2017.    | Резиденција названа у Анџелоуину част на Wake Forest University.                      | Прва зграда у Вејк шуми названа је по Афроамериканки, а друга по женској чланици факултета. | [ 54 ]        |
| 2018.    | Google Doodle                                                                         | У част Анџелоуиног 90. рођендана (4. априла) | [ 55 ]        |
| 2019.    | Пројекат Butler Banner                                                                | Анџелоу је била уврштена на листу имена списатељица на банеру постављеном изнад имена мушких писаца угравираних на врху Butler Library на Универзитету Колумбија. | [ 56 ]        |
| 2022.    | American Women quarters                                                               | Биће једна од прве две истакнуте Американке које ће бити одликоване у серији новчића. | [ 57 ] [ 58 ] |

## Почасне дипломе
- Smith College, 1975. [59]
- Mills College, 1975. [59]
- Lawrence University, 1976. [60]
- Wake Forest University, 1977. [61]
- Columbia College Chicago, 1979. [62]
- Wheaton College, 1981. [63]
- Boston College, 1983. [64]
- Rollins College, 1985. [65]
- Howard University, 1985. [66]
- Универзитет Тафтс, 1985. [67]
- Mount Holyoke College, 1987. [68]
- Универзитет Јужне Калифорније, 1989. [69]
- Northeastern University, 1992. [70]
- University of North Carolina at Greensboro, 1993. [71]
- Lafayette College, 1999. [72]
- Hope College, 2001. [73]
- University of Illinois at Urbana-Champaign, 2003. [74]
- Eastern Connecticut State University, 2003. [75]
- Chapman University, 2007. [76]
- Shenandoah University, 2008. [77]
- University of Redlands, 2011. [78]

## Литертура
- Gillespie, Marcia; Butler, Rosa Johnson; Long, Richard A. (2008). Maya Angelou: A Glorious Celebration. Doubleday. ISBN 978-0-385-51108-7..
- Lupton, Mary Jane (1998). Maya Angelou: A Critical Companion. Westport, Connecticut: Greenwood Press. ISBN 0-313-30325-8..